# Ali Babacan
Pour les articles homonymes, voir Babacan.
Ali Babacan [aˈli babaˈdʒan] (né en 1967 à Ankara, Turquie), est un homme politique turc. Il est vice-Premier ministre de 2014 à 2015.

## Biographie
En 1985, il est diplômé du lycée TED d’Ankara. Il suit ensuite des études d’ingénieurs à Ankara à l’université technique du Moyen-Orient, puis aux États-Unis où il obtient en 1992 un MBA en marketing et commerce international (Kellogg School of Management). 
Il travaille ensuite deux ans (1992 - 1994) comme associé dans un cabinet spécialisé en conseil financier à Chicago. Puis il préside de 1994 à 2002 le conseil d’administration de l’entreprise familiale spécialisée dans la vente de textile en gros. Elle est aujourd’hui leader dans son secteur d’activité, après avoir conclu une coentreprise avec une entreprise espagnole. 
Le 3 novembre 2002, il est élu député de l'AKP et est nommé ministre de l’Économie le 18 novembre, poste occupé jusqu'en août 2007. 
Le 24 mai 2005, Recep Tayyip Erdoğan le nomme négociateur en chef auprès de l’Union européenne. 
Le 29 août 2007, il devient ministre des Affaires étrangères en remplacement d'Abdullah Gül, devenu président la République. 
Le 1er mai 2009, il devient ministre de l'Économie et vice-Premier ministre.
Depuis 2014 à 2015, il est vice-Premier ministre dans le gouvernement Davutoğlu I.
Le 8 juillet 2019, il quitte l'AKP en constatant de « profondes divergences » avec la direction du parti du président Erdoğan. Il annonce également vouloir fonder son propre parti. Le 11 mars 2020, il forme le Parti pour la démocratie et le progrès (DEVA).
Il défend par ailleurs la théorie de l’Évolution qui a été supprimée du programme scolaire en 2017 sous décision de l’AKP d’Erdogan, il déclare ; « Il existe encore une mentalité obsédée par la théorie de l'évolution. Il faut l'intégrer aux programmes scolaires pour que les gens puissent au moins apprendre ce qui est juste ».